# Leyland Panther Cub
Der vom Leyland Panther abgeleitete Midibus Leyland Cub Panther war ein Heckmotor-Single-Bus, den Leyland Motors zwischen 1964 und 1968 nur für den heimischen Markt produzierte. Die Leyland Ingenieure hielten ihn für untermotorisiert und das Projekt wurde nie ernsthaft betrieben. Nur 94 Exemplare wurden gebaut.
Der Hintergrund der Entwicklung lag in der Tatsache, dass die Manchester Corporation von Leyland als potenzieller Erstkunde für den Leyland Panther angesprochen wurde. Die Manchester Corporation wollte den Panther jedoch nur abnehmen wenn es auch eine kürzere Version des Modells in mindestens 20 Exemplaren für Außenbezirke gäbe, ansonsten wollte sich Manchester bei der Konkurrenz bedienen.
Somit entstand der Leyland Cub Panther mit kürzerem Radstand als der Panther mit ähnlichem Stahl-Leiterrahmen aber über 2ft kürzer, mit einem Radstand von 16ft 6in anstatt des Panther Standard 18ft 6in, optional auch 17ft 6in. Durch die Bau & Einsatz Vorschriften über die maximale hintere Überhang-Länge im Vereinigten Königreich konnte der Leyland O.600H Motor des Panther nicht eingebaut werden. Stattdessen wurde ein Motor des Leyland Tiger Cub eingesetzt. Manchester hatte bereits 15 Tiger Cubs mit Park Royal Aufbau. Sämtliche andere technische Ausrüstung wiederum stammte vom Leyland Panther.
Auf der Commercial Motor Show 1964 wurde der Leyland Panther Cub erstmals vorgestellt. Der Verkauf lief aber nur schleppend.
Neben Manchester die wie zugesagt die zwanzig Exemplare abnahmen, wurde das Modell auch noch an die Verkehrsgesellschaften von  Sunderland, Eastbourne Gesellschaft, BET-Gruppe, Thomas Brothers, South Wales, Stockton und Middlesbrough Gesellschaft, Ashton-under-Lyne, Brighton, Oldham, Warrington und Wigan jeweils in einzelnen oder maximal 7 Exemplaren verkauft. East Yorkshire Motor Services gehörte mit 16 Exemplaren zu den größeren Abnehmern, bei denen die Portsmouth Transport Gesellschaft mit 26 Exemplaren 1967 der größte war.
Nachdem Manchester bis 1968 nur 30 Panther Exemplare abgenommen hatte, wurde die Produktion des Panther Cub 1968 beendet.
Im Vereinigten Königreich hatte der Panther Cub einen schlechten Ruf wegen des schwachen Motors und der mangelnden Abstimmung von Chassis und Fahrwerk. In den ehemaligen britischen Kolonien wurden sie als Gebrauchtfahrzeuge jedoch gerne aufgenommen. 12 der 20 Manchester Busse landeten in Australien und wurden dort bis zu einem Jahrzehnt weiter genutzt. Einer der Busse der Manchester Gesellschaft blieb erhalten und ist Teil des Manchester Transport Museum, ist aber in Privatbesitz.